# Lista conților de Flandra

Blazonul conţilor de Flandra

## Lista conților de Flandra

### Casa de Flandra
- Balduin I Braț de Fier (anii 860-879), căsătorit cu Iudith.
- Balduin al II-lea cel Chel (879-918), fiul lui Balduin I cu Iudith
- Arnulf I cel Mare (918-964), fiul lui Balduin al II-lea, a domnit împreună cu:
  - Balduin al III-lea (958-962), fiul lui Arnulf I
- Arnulf al II-lea (964-988), fiul lui Balduin al III-lea
- Balduin al IV-lea cel Bărbos (988-1037), fiul lui Arnulf al II-lea
- Balduin al V-lea de Lille (1037-1067), fiul lui Balduin al IV-lea
- Balduin al VI-lea (1067-1070), fiul lui Balduin al V-lea și conte de Hainaut
- Arnulf al III-lea (1070-1071), fiul lui Balduin al VI-lea și conte de Hainaut
- Robert I Frizonul (1071-1093), fiul lui Balduin al V-lea
- Robert al II-lea (1093-1111), fiul lui Robert I
- Balduin al VII-lea Hapkin (1111-1119), fiul lui Robert al II-lea

### Casa Estridsen
- Carol I cel Bun (1119-1127), vărul lui Balduin al VII-lea

### Casa de Normandia
- Guilaume I Clito (1127-1128), strănepot al lui Balduin al V-lea, numit de către regele Ludovic al VI-lea al Franței

### Casa de Alsacia sau Casa de Metz
- Thierry (1128-1168), nepot al lui Robert I
- Filip I (1168-1191), fiul lui Thierry
- Margareta I (1191-1194), fiica lui Thierry, a domnit împreună cu:
  - Balduin al V-lea de Hainaut, soțul Margaretei I

### Casa de Flandra
- Balduin al VIII-lea (1191-1194), soțul Margaretei I, strănepot pe linie paternă al lui Balduin al VI-lea
- Balduin al IX-lea (1194-1205), fiul lui Balduin al VIII-lea și împărat latin de Constantinopol
- Ioana I (1205-1244), fiica lui Balduin al IX-lea, a domnit împreună cu:
  - infantele portughez Ferdinand (1212-1233), primul soț al Ioanei I
  - Toma (1237-1244), al doilea soț al Ioanei I
- Margareta a II-a (1244-1278), sora Ioanei, a domnit împreună cu:
  - Guillaume al III-lea de Dampierre (1247-1251), fiul Margaretei a II-a
  - Guy de Dampierre (1251-1305), fiul Margaretei a II-a

### Casa de Dampierre
- Guillaume I (1247-1251), fiul Margaretei a II-a cu Guillaume al II-lea de Dampierre
- Guy I (1251-1305), fiul Margaretei a II-a cu Guillaume al II-lea de Dampierre și conte de Namur
- Robert al III-lea (supranumit "Leul Flandrei") (1305-1322), fiul lui Guy I
- Ludovic I (1322-1346), nepotul lui Robert al III-lea
- Ludovic al II-lea (1346-1384), fiul lui Ludovic I
- Margareta a III-lea (1384-1405), fiica lui Ludovic al II-lea, a domnit împreună cu: 
  - Filip al II-lea, soțul Margaretei a III-a

### Casa de Burgundia
- Ioan Fără de Frică (1405-1419), fiul Margaretei a III-a cu Filip al II-lea de Burgundia
- Filip al III-lea cel Bun (1419-1467), fiul lui Ioan Fără de Frică
- Carol al II-lea Temerarul (1467-1477), fiul lui Filip cel Bun
- Maria (1477-1482), fiica lui Carol Temerarul, a domnit împreună cu:
  - Maximilian, soțul Mariei

### Casa de Habsburg
- Filip al IV-lea (1482-1506), fiul lui Maximilian și al Mariei
- Carol al III-lea (1506-1555), fiul lui Filip al IV-lea și împărat romano-german (sub numele de Carol al V-lea) și rege al Spaniei (sub numele de Carol I)
- Filip al V-lea (1555-1598), fiul lui Carol al III-lea și rege al Spaniei (ca Filip al II-lea)
- Isabella Clara Eugenia (1598-1621), fiica lui Filip al V-lea, a domnit împreună cu:
  - Albert, soțul Isabellei Clara Eugenia
- Filip al VI-lea (1621-1665), nepotul lui Filip al III-lea și rege al Spaniei (ca Filip al IV-lea)
- Carol al IV-lea (1665-1700), fiul lui Filip al IV-lea și rege al Spaniei (sub numele de Carol al II-lea)

### Casa de Bourbon
- Filip al VII-lea (1700-1706), strănepot al lui Filip al IV-lea

### Casa de Habsburg (restaurată)
- Carol al V-lea (1714-1740), strănepot al lui Filip al III-lea și împărat al Imperiului romano-german
- Maria Terezia (1740-1780), fiica lui Carol al IV-lea, a domnit împreună cu:
  - Francisc I (1740-1765)
- Iosif I (1780-1790), fiul Mariei Terezia și al lui Francisc I
- Leopold (1790-1792), fiul Mariei Terezia și al lui Francisc I
- Francisc al II-lea (1792-1835), fiul lui Leopold și împărat romano-german, apoi împărat al Austriei

Titlul a fost abolit de facto în 1795, în condițiile evenimentelor din timpul Revoluției franceze.